# مو هویلن
مو هویلن (به انگلیسی: Mo Huilan) ژیمناست زادهٔ ۱۹۷۹ میلادی اهل کشور چین است.